# Ruth Bernárdez
Ruth Benárdez Suárez (Cádiz, 5 de marzo de 1970) es una ex locutora de radio, articulista, divulgadora de cómic femenino y escritora hispano-irlandesa. 

## Trayectoria
Bernárdez colaboró en la emisora de radio municipal de Cádiz desde los 17 años y, posteriormente, tras mudarse a la Costa Brava a principios de los años 90, colaboró con el Setmanari Ancora hasta 1995. También ha colaborado para diversos medios de comunicación en su ciudad natal. En 1997, se afincó en la ciudad irlandesa de Limerick, para mudarse en 2013 a Cork, donde trabaja para una multinacional actualmente.
En mayo de 2010, se convirtió en la directora, editora y redactora de la revista en línea gratuita ForoEsther y webmaster del Foro de Esther y su Mundo desde el 2006. En 2011, comenzó a colaborar con la publicación Tebeosfera como catalogadora y en su revista.
Ha escrito prefacios y epílogos para los tomos de Esther y su Mundo de Glénat (Prólogos de los tomos 3, 9, 15 y tomo uno de la 2ª Etapa de Esther, y epílogos en los tomos 12, 14, 16 y 17). Además redactó el prólogo del tomo 3 de Jana (Glénat) y el del volumen 2 de Cristina y sus Amigas (Ediciones B) y ha publicado historias cortas en libros de antología de autores.
En 2012, publicó el libro de ensayo Los secretos de Esther", dedicado al personaje de Pura Campos en Esther y su Mundo, de EDT. En abril del 2018 ha publicado su siguiente trabajo dedicado al cómic femenino: Las chicas son guerreras: el cómic femenino de los 70 y 80, un estudio donde se repasan todos los personajes publicados en las revistas de chicas desde 1970 hasta 1986 por Bruguera, Sarpe y MC Ediciones. Esta nueva publicación teórica se hace eco de revistas como Lily, Christie, Gina, Esther, Super Lily, Lily especial Esther, Extras, Especiales, Jana, Pecosa, Chicas (de Bruguera). Un volcado de contenido y personajes con una investigación y mención a sus autores y guionistas en la medida de lo posible.

## Obra
- 2018 – Las chicas son guerreras: El cómic femenino de los 70 y 80. Dolmen Ediciones. ISBN 9788417389123.
- 2012 – Los secretos de Esther. Glenat España. ISBN 9788499475738.
- 2011 – Del recato de los tebeos para niñas británicos a la liberación de Esther. Artículo para TEBEOSFERA 9.[5]